# Івая Міхоко
Івая Міхоко (яп. 岩屋 美保子; нар. Японія) — японська футболістка, виступала на позиції воротаря в збірній Японії.

## Кар'єра в збірній
У червні 1981 року Хомма була викликана до збірної Японії для участі в жіночому чемпіонаті АФК 1981. Дебютувала на цьому турнірі 13 червня в переможному (2:0) поєдинку проти Індонезії. Уе був перший переможний жіночої збірної Японії. У 1981 році Міхоко зіграла 2 матчі за збірну.

## Статистика виступів у збірній
| жіноча національна збірна Японії | жіноча національна збірна Японії | жіноча національна збірна Японії |
| Рік                              | Матчі                            | Голи                             |
| -------------------------------- | -------------------------------- | -------------------------------- |
| 1981                             | 2                                | 0                                |
| Загалом                          | 2                                | 0                                |